# Grit Jurack
Grit Jurack (Leipzig, Alemania, 22 de octubre de 1977) es un ex jugadora de balonmano alemana que jugó en la selección nacional femenina de Alemania. Forma parte del Salón de la Fama de la EHF. 

## Trayectoria
Comenzó su carrera como jugadora en 1989 con el club alemán BSV Schönau Leipzig, con el que participó hasta la temporada 1993. A pesar de todo, el balonmano no le gustaba. Rompió todos los récords en categorías inferiores con una media de 15 goles por partido y, cuando cumplió los 16, pudo empezar a jugar en la Bundesliga, en 1993. Tras fundarse el HC Leipzig se mudó al nuevo equipo hasta 2001, ganando el campeonato alemán en 1998 y 1999. 
De 2001 a 2003 estuvo cedida al club danés Ikast-Bording Elite Håndbold, con el que ganó la Copa EHF y la Copa de Dinamarca en 2002. 
Regresó al club alemán una temporada y, en 2004, volvió a Dinamarca para jugar con el Viborg HK, junto a Bojana Popovic y las gemelas Lunde, donde se convirtió en la primera jugadora alemana en ganar el título de campeonato de la Superliga danesa y la Liga de Campeones en 2006. Volvió a ganar la Liga de Campeones con el Viborg HK en 2009 y fue la máxima goleadora del torneo con 113 goles. Repitió título en 2010, completando su trilogía de Champions con una actuación estelar con 11 goles. Además añadió otras 3 ligas danesas y otras tantas copas danesas.
En el verano de 2012 tuvo que poner fin a su carrera debido a un grave daño en el cartílago del hombro.

### Selección nacional
Hizo su debut internacional con la selección alemana el 23 de enero de 1996 contra Estados Unidos. Es la jugadora con más internacionalidades y más goles de la selección alemana. Es la única jugadora hasta la fecha que ha sido dos veces máxima goleadora de un Mundial (1997 y 2007) donde, además, fue medalla de bronce en ambos Campeonatos Mundiales Femeninos de Balonmano e incluida en el All Star (el equipo de las Estrellas).
El 10 de junio de 2006, contra Suiza, batió el récord de 1.095 goles establecido por Katrin Mietzner, la madre de la jugadora nacional Franziska Mietzner.
No pudo participar en el Campeonato Mundial de Balonmano Femenino de 2009 en China debido a su embarazo. En el partido internacional del 21 de septiembre de 2010, durante la fase de clasificación para el Mundial del 2011 jugó de nuevo con la camiseta germana después de su embarazo, marcando 5 goles a la selección de Hungría.
El 24 de abril de 2011, jugó su partido internacional número 300 en una victoria por 27:23 contra Noruega, convirtiéndose en historia del balonmano alemán al convertirse en tricentenaria. Solo tres jugadores alemanos lo consiguieron (Frank-Michael Wahl, con 344 partidos, Klaus-Dieter Petersen, con 340 y Christian Schwarzer, con318) 
En marzo de 2012 anunció su retirada de la selección nacional y el 7 de octubre de 2012 disputó su partido de despedida contra la República Checa.

#### Campeonato del Mundo
Con cinco participaciones en el Campeonato del Mundo (1997, 1999, 2003, 2005 y 2007) sus mejores actuaciones llevaron a la selección alemana 2 medallas de bronce, en el Mundial de 1997 y 2007)

#### Campeonato de Europa
Perteneció a la selección alemana que compitió en 6 Campeonatos de Europa (1996, 1998, 2000, 2004, 2006 y 2008), siendo su mejor posición la cuarta lograda en 1996, 2006 y 2008. 
Tanto en 2004, como en 2008 fue seleccionada como mejor lateral derecho. En el Campeonato de Europa femenino de balonmano de 2004, Jurack fue incluido en el equipo de estrellas, como mejor lateral derecho, cuando Alemania terminó quinto en el torneo.

#### Participación enlos Juegos Olímpicos
En 1996 terminaron en sexto lugar y en 2008 en la posición número 11.

## Títulos y galardones

### Con la selección alemana
- 2 x  Medallas de Bronce en el Mundial (1997, 2007)

### Campeonatos de clubes
- 3 x Liga de Campeones (2006, 2009, 2010)
- 4 x Superliga danesa (2006, 2008, 2009, 2010)
- 2 x Liga alemana (1998, 1999)
- 1 x Copa EHF (2002)
- 4 x Copa de Dinamarca (2002, 2006, 2007, 2008)
- 2 x Copa de Alemania (1996, 2000)

### Galardones individuales
- 5 x Jugadora de balonmano del año (1999, 2000, 2001, 2007 y 2008)
- 2 x Máxima goleadora de los Mundiales (1999 y 2007)
- 2 x Miembro del Equipo de las Estrellas de los Mundiales (2005 y 2007)
- Miembro del Libro de Oro de la Asociación Alemana de Balonmano.[9]
- Miembro del Salón de la Fama del balonmano europeo.